# Sala Apolo, Barcelona 21/01/04
Sala Apolo, Barcelona 21/01/04 es el título de un álbum en directo editado por Fermin Muguruza en 2004. Fermin contó con la colaboración de la Kontrabanda, la banda que formó para el Komunikazioa Tour, la gira posterior a In-komunikazioa. El álbum se grabó en la sala Apolo, en Barcelona, durante los dos últimos conciertos de la gira española del Komunikazioa Tour.
De la misma manera en que ocurrió con la gira Jai-Alai Katumbi Express (realizada junto a Manu Chao), la Asociación de Víctimas del Terrorismo (AVT) inició una campaña para que los ayuntamientos y dueños de salas de conciertos que tenían programado a Fermin cancelasen las actuaciones, ya que la AVT consideraba que Fermin hacía apología del terrorismo y apoyaba a ETA.
Debido a diferentes presiones (no sólo de la AVT, también hubo amenazas de grupos de ultraderecha a los dueños de las salas), se suspendieron los conciertos en Logroño, Asturias, Murcia, Valencia, Castellón, Huesca, Zaragoza y Madrid.
Otros ayuntamientos, como fue el caso de Córdoba y Mérida se solidarizaron con el músico.
Debido a las cancelaciones sufridas, se programó una sesión doble en Barcelona los días 21 y 24 de enero. Las entradas se agotaron para los dos días.
La prensa especializada se solidarizó con el músico, así como diferentes personas de la vida política y cultural de España:

«[...] un segundo concierto en BCN Libre para contrarrestar las vergonzosas e inadmisibles prohibiciones en Valencia, Borrinaga, Huesca y Madrid [...] Fermin sueña con ser James Brown (o quizás Otis Redding), Bob Marley y Rubén Blades en una sola persona, y el muy cabrón (dios verdadero para su gente, veinte años en este negocio) casi lo consigue [...] Apabullante muestra de carne en el asador y sudor mestizo...»

«Éste es el gran mérito de Fermín (sic) Muguruza, juntar en un escenario muchas tradiciones musicales y darles un mismo punto de cocción [...] de suerte que Fermín (sic) parecía un Gill Scott Heron (sic) o un Michael Franti influido por años de potes en la plaza irunesa de Moscú [...] De toda esta ensalada salen espectáculos tan arrebatadores y solventes como el ofrecido por Muguruza y su estupenda banda.»

«Aunque el ska de combate marca ahora el destino de Muguruza, el diálogo con Memphis está servido entre ondanadas de groove de alto octanaje, expuestas en conciertos que, como el de la otra noche, rondan las dos horas y media de rodillo implacable. Dos horas y media de tensión inflamada, rap de choque y una guitarra latente y dispuesta al arrebato hardcore [...] un discurso musical compacto y creíble.»

## Lista de canciones
1. «In-komunikacioa» («In-comunicación»)
(Letra y música: Fermin Muguruza)
2. «Urrun» («Lejos»)
(Letra y música: Fermin Muguruza)
3. «Hitza har dezagun» («Tomar la palabra»)
(Letra y música: Fermin Muguruza)
4. «Newroz»
(Letra: Fermin Muguruza. Música: Iñigo Muguruza)
5. «Ekhi eder» («Sol hemoso»)
(Letra y música: Fermin Muguruza)
6. «Itaka berriro» («Itaca, de nuevo»)
(Letra y música: Fermin Muguruza)
7. «Bere-bar»
(Letra y música: Fermin Muguruza)
8. «Armagideon tenoreko aztarnak» («Restos del tiempo del Armagedón»)
(Letra y música: Fermin Muguruza)
9. «Linguae navarrorum museum»
(Letra y música: Fermin Muguruza)
10. «Big Beñat»
(Letra y música: Fermin Muguruza)
11. «Brigadistak» («Brigadistas»)
(Letra: Fermin Muguruza. Música: Tom Darnal)
12. «Oasiko erregina» («Reina del oasis»)
(Letra y música: Fermin Muguruza)
13. «Fandangoa» («Fandango»)
(Letra y música: Fermin Muguruza)
14. «54-46»
(Letra y música: Frederick «Toots» Hibbert)
15. «Etxerat!» («¡A casa!»)
(Letra y música: Fermin Muguruza e Iñigo Muguruza)
16. «Lagun nazakezu» («¿Puedes ayudarme?»)
(Letra y música: Fermin Muguruza)
17. «Beti izango dugu Bilbao» («Siempre nos quedará Bilbao»)
(Letra y música: Fermin Muguruza)
18. «Freedom» («Libertad»)
(Letra y música: Aretha Franklin y Teddy White)
19. «Errespetua» («Respeto»)
(Letra y música: Otis Redding)

Todas las canciones son de Fermin Muguruza, excepto «54-46» (versión de «54-46, that's my number» de Toots and the Maytals), «Etxerat!» (versión de Kortatu), «Freedom» (versión de «Think» de Aretha Franklin) y «Errespetua» (versión de «Respect», de Otis Redding).

## Personal
- Fermin Muguruza: voz.
- Mikel Abrego: batería.
- Alfonso Arias «Papuchi»: guitarra.
- Eva Reina: coros y teclados.
- Andrés Belmonte: bajo.
- Begoña Bang Matu: coros.
- Sorkun: coros.
- Jon Elizalde: trombón.
- Igor Ruiz: saxo.
- Aritz Lonbide: trompeta.
- Xabi Solano: trikitixa.
- DZ: platos y scratch.

## Personal técnico
- Ángel Katarain: técnico de sonido (en directo), grabación y mezclas.
- Andrés Ayuso: técnico de sonido.
- Skandriu: diseño de la carpeta.

Grabado en la sala Apolo y mezclado en los Estudios Katarain (Azkarate, Navarra).